# Biblioteca Pública de Lleida
La Biblioteca Pública de Lleida és la principal biblioteca de la ciutat de Lleida. És un centre de titularitat estatal gestionat per la Generalitat de Catalunya des de 1980.
La biblioteca té 169.000 volums i un fons històric de 9.760 impresos dels segles XVI al XIX, 6 manuscrits i 25 incunables.
S'ubica des de 1998 a l'edifici de l'antiga Casa Maternitat de Lleida, i té una superfície útil de prop de 5.000 m². El 2012 fou visitada per 358.589 usuaris i realitzà 214 mil préstecs.

## Història
Creada l'any 1848 i després de diverses ubicacions al nucli antic de Lleida, com l'edifici del Roser al carrer Cavallers o la Casa de la cultura a la plaça Sant Antoni Maria Claret, l'any 1998 la Biblioteca es va traslladar a l'actual emplaçament, un edifici de la segona meitat del segle xix que fins al 1988 va funcionar com a casa de la Maternitat.

Amb un projecte de remodelació de l'arquitecte Daniel Gelabert, el 21 de gener de 1998 es van inaugurar les noves instal·lacions de la Biblioteca, amb una superfície útil de 5.903 m². Cal destacar l'extraordinària lluminositat, la sobrietat de les seves línies i el disseny, que fan del conjunt un espai acollidor, idoni per a les múltiples activitats que s'hi desenvolupen.

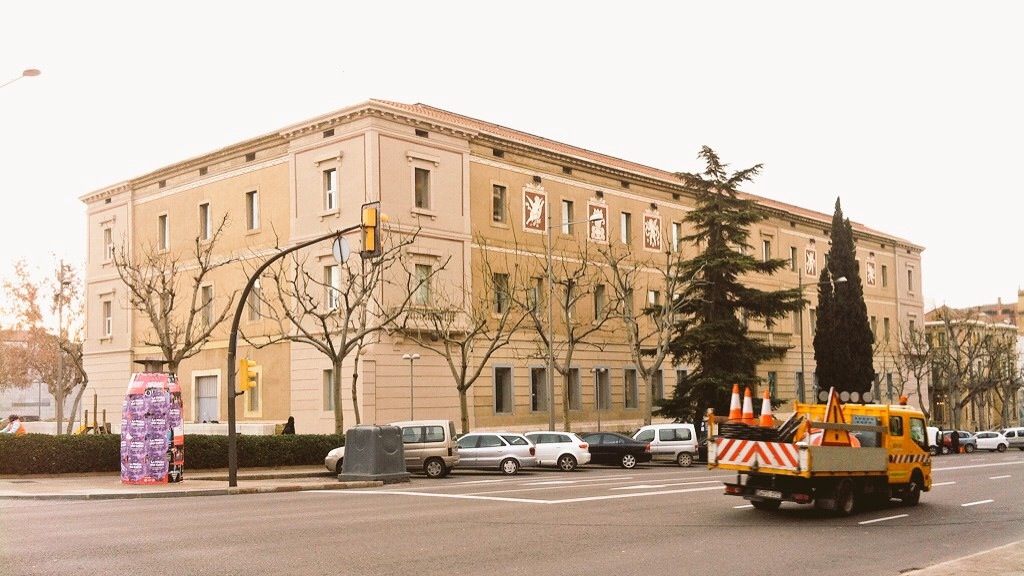
Casa de la Maternitat

## Edifici
L'edifi és obra d'Agapit Lamarca i Quintana i es va inaugurar el 1865. Inicialment era una casa de maternitat, fins que a finals del segle xx va tancar les portes. Daniel Gelabert i Fontova va remodelar l'edifici per adaptar-ho al seu ús actual. Va ser inaugurat com a biblioteca el gener de 1998.

## Fons
La Biblioteca té un fons aproximat de 215.000 documents en diferents suports: 155.000 llibres, 20.000 documents audiovisuals, 10.000 documents sonors, 2.500 documents electrònics, 900 partitures musicals, 18.000 números de publicacions periòdiques, 900 microfitxes, ... El fons de reserva, creat a partir de les biblioteques, convents i entitats religioses afectades per la desamortització de Mendizábal, comprèn 9.760 impresos dels segles XVI al XIX, 6 manuscrits i 25 incunables. També com a receptora del Dipòsit Legal, recull tota la producció impresa de la província de Lleida des del 1958.